# Alan Campbell (remero)
Alan Campbell (Coleraine, 9 de mayo de 1983) es un deportista británico que compitió en remo.
Participó en cuatro Juegos Olímpicos de Verano, entre los años 2004 y 2016, obteniendo una medalla de bronce en Londres 2012, en la prueba de scull individual, y el quinto lugar en Pekín 2008, en la misma prueba.
Ganó tres medallas en el Campeonato Mundial de Remo entre los años 2009 y 2011.

## Palmarés internacional
| Juegos Olímpicos   | Juegos Olímpicos          | Juegos Olímpicos  | Juegos Olímpicos |
| Año                | Lugar                     | Medalla           | Prueba           |
| ------------------ | ------------------------- | ----------------- | ---------------- |
| 2012               | Londres (Reino Unido)     | Medalla de bronce | Scull individual |
| Campeonato Mundial |                           |                   |                  |
| Año                | Lugar                     | Medalla           | Prueba           |
| 2009               | Poznań (Polonia)          | Medalla de plata  | Scull individual |
| 2010               | Cambridge (Nueva Zelanda) | Medalla de bronce | Scull individual |
| 2011               | Bled (Eslovenia)          | Medalla de bronce | Scull individual |